# Rellotge Chamberlain
El Rellotge Chamberlain, oficialment i en anglès Chamberlain Clock és una torre de rellotge que es troba a Birmingham, a Anglaterra. Va ser construït el 1903 per commemorar el viatge de Joseph Chamberlain a Sud-àfrica entre el 26 de desembre de 1902 i el 25 de febrer de 1903, després del final de la Segona Guerra Boer. El rellotge fou inaugurat el gener de 1904 per Mary Crowninshield Endicott, la tercera dona de Joseph Chamberlain.
Es troba a la unió dels carrers Vyse i Frederick amb Warstone Lane, i s'ha convertit en un referent local i símbol del barri. Chamberlain havia viscuat al carrer Frederick i també havia ajudat als joiers del barri amb la seva campanya contra els impostos a la Plata de l'època. Inicialment funcionava amb un sistema de peces de rellotge però més endavant fa ser canviat per un sistema elèctric. Va ser completament restaurat el 1989.